# Крепостной Зилаир (река)
Крепостно́й Зилаи́р (баш. Ялан-Зилаир, Йылайыр, Зилаир) — река, протекающая в Республике Башкортостан. Впадает в реку Сакмара, в 584 км от её устья. Длина водотока — 100 км, водосборная площадь — 897 км².
Высота устья — 384 м над уровнем моря.

## Происхождение названия
Река называется по имени села Крепостной Зилаир, которое в свою очередь, получило такое название, согласно одной из легенд, по названию надела, где обосновался русский боярин. Он попросил себе в этих местах у башкир выделить надел земли размером с бычью шкуру, когда те согласились, русский разрезал шкуру на тонкие ремни, и, связав их между собой, обхватил полученной бечевкой сосновый лес длиной в десяток вёрст. С того времени началась судебная тяжба между башкирами и боярином, доходившая до открытых столкновений. Боярин призвал на подмогу конных казаков, а башкиры сожгли его хутор. После этого русская администрация переселила башкир из этого места, а село на месте хутора боярина получило название Крепостной Зилаир.

## Гидрография
Русло реки извилистое, дно песчано-гравийное, берега покатые и обрывистые, покрытые кустарником и лесами. Носит характер горной реки, течёт по необустроенной долине.
В XIX веке на территории бассейна реки Крепостной Зилаир отмечалось пребывание северного оленя. В 1939 году несколько особей были замечены также охотником в бассейне реки.

## Данные водного реестра
По данным государственного водного реестра России относится к Уральскому бассейновому округу, водохозяйственный участок реки — от истока до в реку Сакмара. Речной бассейн реки — Урал.
Код объекта в государственном водном реестре — 12010000512112200005027.

### Притоки
(км от устья)
- 16 км: ручей Ускунуш (Окау)
- 29 км: река Дегтярка
- 50 км: река Большая Куса
- 54 км: река Кундуруш
- 61 км: река Средняя Пшада
- 68 км: река Большая Пшада
- 77 км: река Большой Калмак
- 83 км: река Шулька
- 86 км: река Тугусбайка